# Marke (België)
Marke is een plaats in de Belgische provincie West-Vlaanderen en sinds 1 januari 1977 een deelgemeente van de stad Kortrijk het was een zelfstandige gemeente tot aan de gemeentelijke herindeling van 1977. Marke telde in 2020 7.550 inwoners en is daarmee op het vlak van inwoners de tweede grootste deelgemeente van Kortrijk. Marke ligt nabij de Leie, net ten westen van het centrum van Kortrijk. Marke ligt buiten de R8, maar is sterk vergroeid met de Kortrijkse agglomeratie.

## Naam
De naam Marke is afgeleid van het woord markô wat zoveel betekent als het moerassige. Hoewel er reeds sporen van nederzettingen zijn van lange tijd geleden, wordt de naam voor het eerst genoemd in de Gallo-Romeinse tijd (toen apud villam marcam). Later kreeg Marke nog enkele andere namen waaronder Marcke-sur-Lys (Marke aan de Leie).

## Geschiedenis
In de 2e en 3e eeuw n.Chr. lagen er diverse Romeinse nederzettingen op het grondgebied van Marke. Ook grafvelden, een dakpannenfabriek en een waterput werden uit die tijd aangetroffen. Na de 3e eeuw n.Chr. werd dit alles wel verlaten.
In 1066 werd Marke voor het eerst schriftelijk vermeld. Bestuurlijk waren er de heerlijkheden Blommegem en Marke, die steeds samen werden verpacht. De familie Anchemont was van 1490-1718 eigenaar van de heerlijkheid. In 1237 werd door de toenmalige vrouwe van Marke, Johanna van Roodenborg, een cisterciënzerinnenabdij gesticht, Onze-Lieve-Vrouw ten Spieghele (of: Beata Maria de Marke) genaamd. Deze werd omstreeks 1266 overgebracht naar Kortrijk en werd daar als Groeningeabdij bekend. Slechts een hoeve, Goed te Rodenburg genaamd, bleef te Marke bestaan. De Groeningeabdij had er veel grondbezit.
Zowel tijdens de godsdiensttwisten (2e helft van de 16e eeuw) als in de 17e eeuw bij de oorlogen tussen Frankrijk en Spanje, werd het dorp zwaar getroffen.
Vanaf ongeveer 1850 kwam de industrialisatie op gang. Dit betrof niet alleen de vlasnijverheid, maar er ontstond ook een dakpannenfabriek en een weverij. In 1880 werd door Polydore Benoot een metaalconstructiebedrijf gesticht dat vanaf 1925 machines voor de textielindustrie ging vervaardigen, en uiteindelijk als Vandewiele bekend werd. Van 1877-1941 bestond er een brouwerij van Debrabandere. In 1910 kwam de dakpannenfabriek S.A. Tuilleries du Pottelberg in bedrijf. In 1927 volgde de tegelfabriek Céramique de la Lys.
Vooral tijdens de Tweede Wereldoorlog had Marke te lijden van geallieerde bombardementen, onder meer gericht tegen het militaire vliegveld, dat later zou uitgroeien tot de Internationale Luchthaven Kortrijk-Wevelgem. Aan de woningen, de bedrijven en de openbare bouwwerken werd grote schade toegebracht.
De wederopbouw leidde tot de opbloei van onder meer de textielindustrie. Diverse woonwijken werden aangelegd. De jaren '80 van de 20e eeuw leidden tot sluiting van weverij De Witte-Visage en de dakpannenfabriek. In 1977 fuseerde Marke met de gemeente Kortrijk.

### De oorlogsjaren in de gemeente
De gemeente Marke speelde zowel tijdens de Eerste als de Tweede wereldoorlog een vrij belangrijke rol.

#### Eerste Wereldoorlog
Reeds op 2 oktober 1914 trokken de eerste Duitsers Marke binnen om zo tot bezet gebied te gaan behoren. Daarbij wordt de gemeente vanaf 1916 beschouwd als 'Etappegebied' waarbij de levensvoorwaarden en veiligheidsmaatregelen zijn afgestemd op de gevechtsposities aan het front.
Heel wat Duitse legereenheden werden in Marke gekazerneerd en de gemeente kreeg op de grens met Kortrijk twee militaire vliegvelden, een aan weerszijden van de spoorlijn Kortrijk - Moeskroen. Deze spoorlijn zorgde ook voor de aanvoer van soldaten, materieel en munitie. Een veldspoor (smalspoor) zorgde voor een verbinding met het front.
Belangrijk gegeven bij dit alles was de oprichting van het 'Jagdgschwader Nr. 1' onder leiding van de legendarische Rittmeister Manfred Freiherr von Richthoven, bijgenaamd 'de Rode Baron'. In 1971 werd het leven van Manfred von Richthoven verfilmd (film die nu nog altijd te bekijken is op YouTube). In die film komt de aanwezigheid van de Rode Baron in Marke ter sprake, evenals zijn herstelverblijf in het voormalige Sint-Niklaasziekenhuis in Kortrijk.

#### Tweede Wereldoorlog
Marke behoorde tot bezet gebied vanaf mei 1940, nadat het Belgische leger en de geallieerden zich over de Leie terugtrokken. De oorlogsjaren werden in Marke beïnvloed door twee belangrijke gegevens: de aanwezigheid van een belangrijk goederen- en vormingsstation van de spoorwegen op de grens met Kortrijk en de aanwezigheid van een militair vliegveld in Wevelgem, net over de Leie.
Beide gegevens zorgden ervoor dat de streek, en dus ook de gemeente Marke, hevig werd gebombardeerd door de geallieerden.

## Ligging
Omliggende dorpen zijn Aalbeke (Kortrijk), Rollegem (Kortrijk), de stad Kortrijk, Bissegem (Kortrijk), Lauwe (Menen) en Wevelgem. Marke grenst met Bissegem (Kortrijk) en Wevelgem aan de Leie. De E403 en E17 kruisen Marke, alsook de spoorlijn Rijsel-Kortrijk. Het station Marke werd in 1984 gesloten en is thans niet meer in gebruik.
Enkele wijken in Marke zijn de Rodenburg (dat zijn naam verleende aan het tv-programma De Rodenburgs), de Prinse, Bachten de Route, Wijk ten Nieuwenhove, Populierenhof, 't Steenen Ende, Ter Doenaert, De Klokke, Klarenhoek, de Pauvre Leute en d'Yzerpoorte.

## Tewerkstelling en evolutie van de bevolking
In 1797 telde Marke 1.277 inwoners. In 1815 was dit nauwelijks opgelopen tot 1.289 inwoners. Vanaf dan was enige groei waar te nemen waardoor in 1827 het aantal inwoners opliep tot 1.475 maar vooral vanaf 1861 begon de bevolking snel te groeien: van 2.075 inwoners in 1890 tot 2.502 inwoners in 1900. Deze bevolkingsaangroei blijkt voornamelijk het gevolg van inwijking die op zijn beurt het gevolg was van de komst van een spoorwegstation, de bloei van de vlasnijverheid met daaraan verbonden ook de textielnijverheid met weverijen en spinnerijen en de steen- en dakpannennijverheid.
Bij het begin van de Eerste Wereldoorlog, in 1940, telde de gemeente 4.043 inwoners, aantal dat bij het einde van de oorlog in 1945 was geslonken tot 3.817. Maar in 1955 was dit inwonersaantal opnieuw gegroeid tot 4.225.
Nadat een aantal nieuwe woonwijken werd ontwikkeld groeide omstreeks de jaren 1970 de gemeente uit tot circa 7.000 inwoners. Inwonersaantal dat sindsdien nauwelijks is gewijzigd en waarbij het aantal inwoners tussen 2013 en 2021 met enkele honderden inwoners opnieuw is gedaald van 7.754 inwoners tot 7.479 inwoners.
De aanwezigheid van belangrijke spoorwegactiviteiten in Kortrijk, waarbij ook een belangrijk goederenstation, treinenwerkplaats en treinbestuurdersdepot op en in de nabijheid van de grens met Marke, heeft mee de groei van de gemeente veroorzaakt. Heel wat werknemers die in Kortrijk bij de NMBS werden en worden tewerk gesteld, kozen na hun huwelijk Marke als woonplaats. Het grote aantal ingeweken spoorwegmensen zorgde op zijn beurt voor heel wat nieuwe spoorwegwerknemers vanuit de gemeente zelf.
Heel wat van de oorspronkelijke tewerkstelling is verloren gegaan maar in de marge van de vlas- en textielnijverheid werd in 1921 door Michel Van de Wiele gestart met de productie van weefgetouwen. Het bedrijf stelt verspreid over de wereld zo'n 4.500 personeelsleden te werk waarvan zo'n 600 in het moederbedrijf in Marke.

### Demografische ontwikkeling
Marke was een zelfstandige gemeente tot aan de gemeentelijke herindeling van 1977.
- Bronnen:NIS, Opm:1831 tot en met 1970=volkstellingen; 1976 = inwoneraantal op 31 december

## Bezienswaardigheden
- De Sint-Brixiuskerk is een neogotische kerk uit de periode 1900-1901 naar ontwerp van architect Jean-Baptiste de Bethune uit Kortrijk.[1]
- De Vannestes Molen
- Het Bakkerij- en Molenmuseum
- De vele oude hoeven
- Het Kasteel van Marke
- Het Kasteel Blommeghem

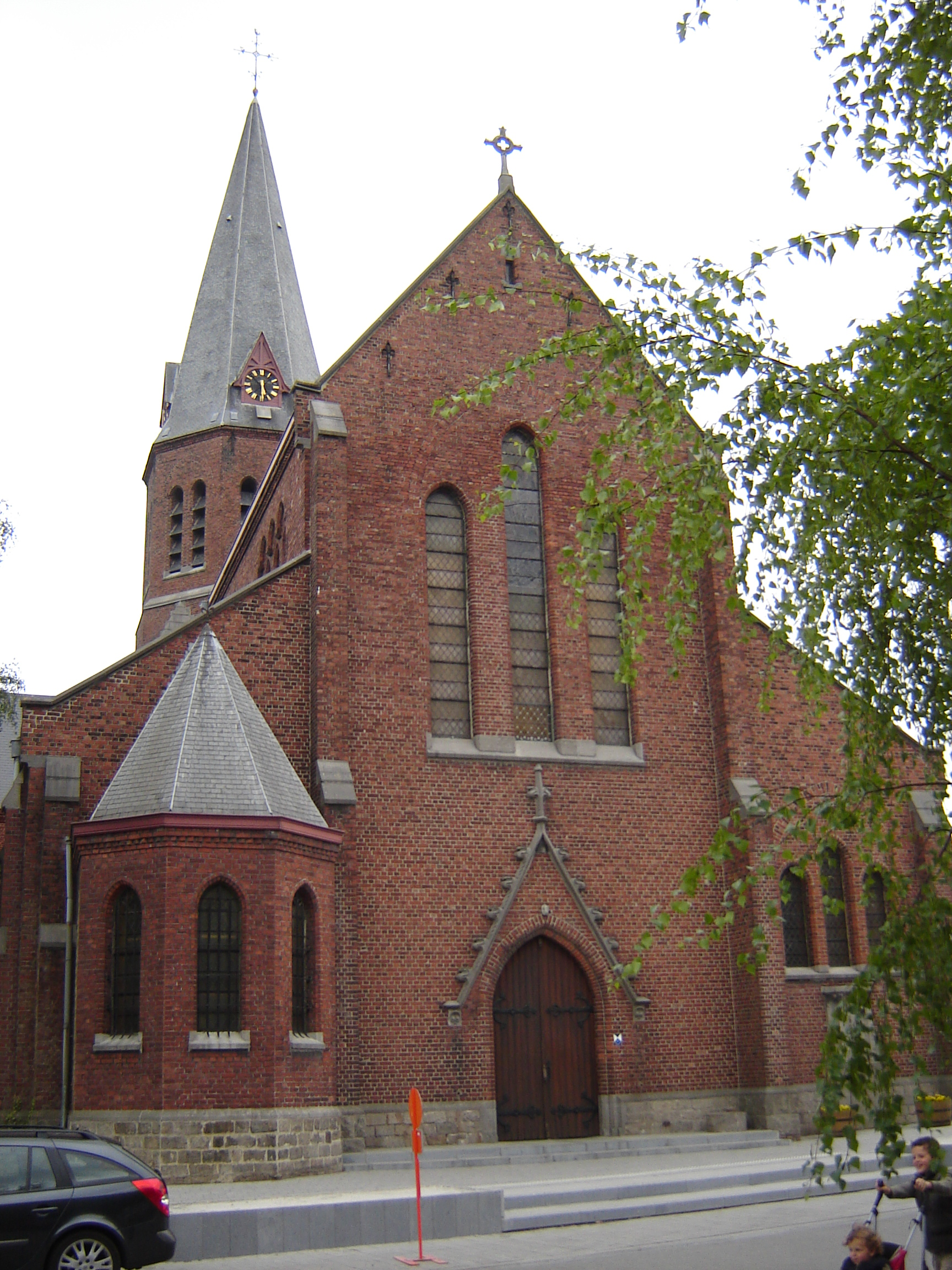
Sint-Brixiuskerk
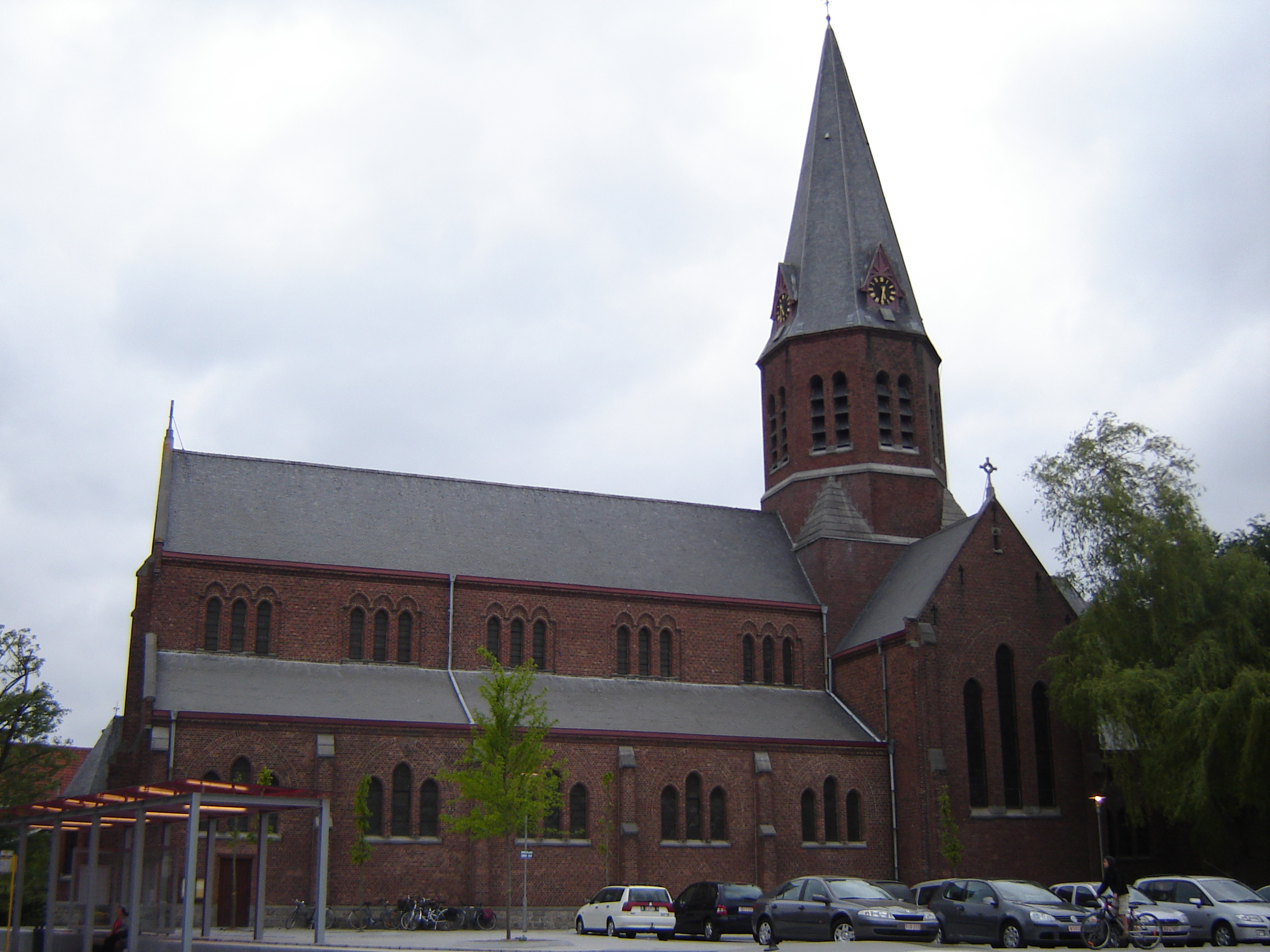
Sint-Brixiuskerk en Markeplaats

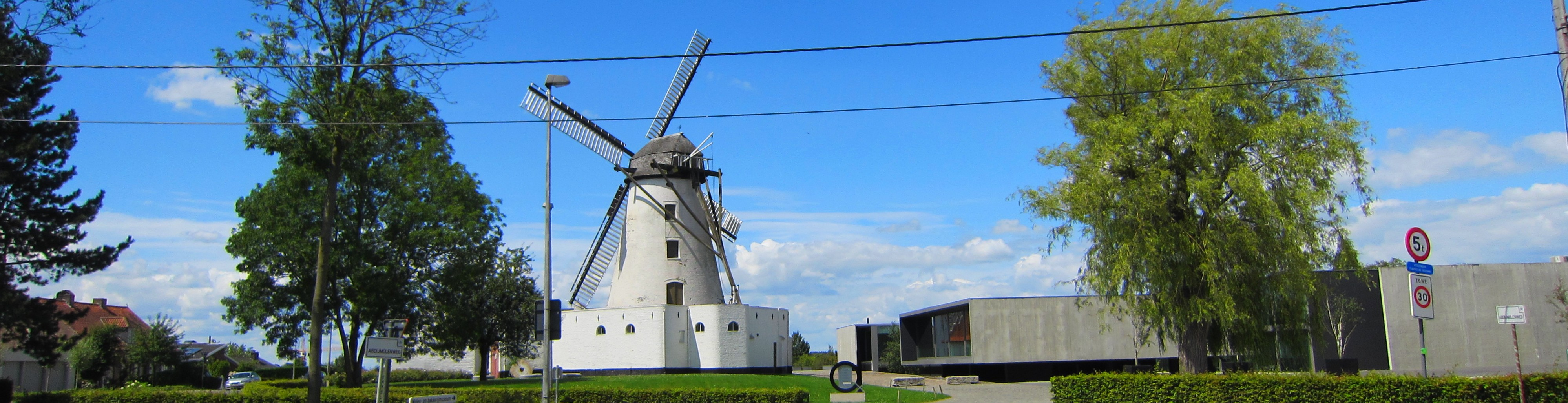
Vannestes Molen

## Heemkunde
Op 29 november 2021 overleed op 78-jarige Michel Faillie, de belangrijkste heemkundige van de gemeente. Hij bleef daarbij heemkundig actief tot zijn laatste levensdagen. Hij laat daarbij 6 heemkundige werken na:
- Marke, een dorpsgeschiedenis (1982)
- Wereldoorlog I in Marke (1984)
- Fotoboek 'Marke door de jaren heen' (2005)
- Fotoboek 'Marke in betere tijden - 1945-1965' (2007 )
- Fotoboek 'Marke voor, tijdens en na de Grote Oorlog'
- Marke tijdens de Tweede Wereldoorlog (2019)

Verder hield Michel Faillie ook een blog bij waar heel wat historische informatie over de gemeente is terug te vinden.
Heel wat info op deze bladzijde (voornamelijk in de hoofdstukken 'Tewerkstelling en evolutie van de bevolking' en 'De oorlogsjaren in de gemeente' vond zijn oorsprong in bovenvermelde werken).
Het uitgebreide privéarchief van Michel Faillie werd overgedragen aan het stadsarchief van Kortrijk.

## Natuur en landschap
Marke ligt grotendeels in Zandlemig Vlaanderen aan de oever van de Leie, waar de hoogte 12 meter bedraagt. Naar het zuiden toe neemt de hoogte snel toe, met 57,5 meter als hoogste punt. Een verdere waterloop is de Markebeek die in noordelijke richting naar de Leie stroomt. Een nieuw aangelegd natuurgebied is het Preshoekbos. Het Prikkelpad is een gemarkeerde wandelroute.

## Politiek
Marke had een eigen gemeentebestuur en burgemeester tot de fusie van 1977. Burgemeesters waren:
- 1900-1909: Emmanuel Marie de Bethune
- 1909-1922: François de Bethune
- 1922-1941: Cyriel Debrabandere
- 1947-1957: Alfred Debrabandere
- 1959-1970: Aimé Bekaert
- 1971-1976: Emmanuel Pierre de Bethune

## Evenementen
- Het jaarlijkse Humorologiefestival
- De Septemberkermis
- De Markse Sinksenfeesten
- De tweejaarlijkse kerstmarkt

## Bekende Markenaren
- Jean-Baptiste Bethune, 19de-eeuws architect
- Leopold Slosse (1842-1920), pastoor en leraar
- Roger Vandersteene (1918-1976), missionaris-oblaat
- Martin De Jonghe (1948), presentator
- Sabine de Bethune (1958), voorzitster Senaat
- Gerda Dendooven (1962), illustrator
- Gili (1962), mentalist
- Els Pynoo (1968), zangeres
- Sammy Neyrinck (1976), sportjournalist

## Nabijgelegen kernen
Aalbeke, Lauwe, Wevelgem, Kortrijk
Belgische gemeenten · Arrondissement Kortrijk · West-Vlaanderen · Vlaanderen